# Liga de Fútbol de Arrecifes
La Liga de Fútbol de Arrecifes es una liga regional de fútbol en la provincia de Buenos Aires, República Argentina. Tiene su sede en la calle General Hornos n° 663 de la ciudad de Arrecifes, y fue fundada el 15 de mayo de 1917. Su jurisdicción comprende los partidos de Arrecifes y Carmen de Areco.
La Liga está afiliada a la Asociación del Fútbol Argentino a través de su ente rector del fútbol indirectamente afiliado, el Consejo Federal del Fútbol Argentino. Esto permite a los campeones de la misma competir en el Torneo Regional Federal Amateur, que representa la cuarta categoría del fútbol argentino y abre la vía para el ascenso a categorías que desembocan en la Primera División. Para la edición 2023/24 está clasificado el Club Atlético Villa Sanguinetti por ser el último campeón.

## Historia
La Liga fue fundada con el nombre Asociación Deportiva Bartolomé Mitre, para luego cambiar a la denominación actual.

### Clubes destacados
- Almirante Brown: Logró el ascenso al Torneo Argentino A en la temporada 1995/96, y al año siguiente ascendió a la Primera B Nacional, en donde se mantuvo hasta el año 2001, para luego descender paulatinamente al Torneo Argentino A y un año más tarde al recientemente creado Torneo Argentino B y luego descender a la Liga.
- Sportsman (Carmen de Areco): Ganó el ascenso en la edición 2015 del Torneo Federal C y disputó las ediciones 2015, 2016 complementario y 2017 del Torneo Federal B, esta última coincidiendo con la eliminación de la categoría y su fusión con el Torneo Federal C para crear el Torneo Regional Federal Amateur.

## Clubes registrados

### Clubes activos de fútbol masculino en 2023
Los siguientes clubes presentan equipos en el Torneo Clausura 2023 de la Liga.
| Equipo                          | Ciudad          | Primera | Reserva (U-23) | Formativas | Notas |
| ------------------------------- | --------------- | ------- | -------------- | ---------- | --- |
| Club Atlético Almirante Brown   | Arrecifes       | Si      | Si             | Si         | |
| Club Atlético Huracán           | Arrecifes       | Si      | Si             | Si         | |
| Club Atlético Los Vascos        | Carmen de Areco | Si      | Si             | Si         | Regresó a la Liga en 2023.                                                                                 |
| Club Atlético Obras Sanitarias  | Arrecifes       | Si      | Si             | Si         | |
| Club Atlético River Plate       | Arrecifes       | No      | No             | Si         | Durante 2023 no presenta club de fútbol por falta de futbolistas.                                          |
| Club Atlético Santa Lina        | Arrecifes       | Si      | Si             | No         | |
| Club Atlético Sportsman         | Carmen de Areco | Si      | Si             | Si         | |
| Club Atlético Villa Sanguinetti | Arrecifes       | Si      | Si             | Si         | |
| Club Deportivo Millonario       | Arrecifes       | No      | Si             | Si         | |
| Club Deportivo Palermo          | Arrecifes       | Si      | Si             | Si         | |
| La Peña de Boca Juniors         | Arrecifes       | No      | No             | Si         | Durante 2023 no presenta equipo en Primera por volcar todos sus recursos al mejorado de sus instalaciones. |

### Clubes activos de fútbol femenino en 2023
| Equipo                                    | Ciudad    | Primera | Formativas | Notas |
| ----------------------------------------- | --------- | ------- | ---------- | ----- |
| Asociación Cultural y Deportiva La Cumbre | Arrecifes | No      | Si         |       |
| Club Atlético Almirante Brown             | Arrecifes | No      | Si         |       |
| Club Atlético Huracán                     | Arrecifes | Si      | Si         |       |
| Club Atlético Obras Sanitarias            | Arrecifes | Si      | Si         |       |
| Club Atlético Unión Labradores            | La Luisa  | No      | Si         |       |
| Club Atlético Villa Sanguinetti           | Arrecifes | Si      | Si         |       |
| Club Deportivo Millonario                 | Arrecifes | No      | Si         |       |
| Club Social y Deportivo San Francisco     | Arrecifes | Si      | No         |       |
| La Peña de Boca Juniors                   | Arrecifes | Si      | Si         |       |

### Otros clubes
| Equipo                                         | Ciudad                | Estado       | Notas                                                                   |
| ---------------------------------------------- | --------------------- | ------------ | ----------------------------------------------------------------------- |
| Centro de Educación Física N° 84               | Arrecifes             | Desafiliado  |                                                                         |
| Club Atlético Arrecifes                        | Arrecifes             | Desafiliado  |                                                                         |
| Club Atlético Brisas Alegres                   | Paraje Brisas Alegres | Desafiliado  |                                                                         |
| Club Atlético Central Argentino                | Viña                  | Desafiliado  |                                                                         |
| Club Atlético El Fortín                        | Salto                 | Desafiliado  | Ha participado también en los torneos de la Liga de Fútbol de Salto.    |
| Club Atlético Independiente                    | Capitán Sarmiento     | Desafiliado  | Participa en la Liga Deportiva de San Antonio de Areco.                 |
| Club Atlético Sarmiento                        | Capitán Sarmiento     | Desafiliado  | Ha participado mayormente en la Liga Deportiva de San Antonio de Areco. |
| Club Atlético White Star Sport                 | Capitán Sarmiento     | Desafiliado  |                                                                         |
| Club Deportivo Ricardo Gutiérrez               | Arrecifes             | Desafiliado  | Participa mayormente en básquet.                                        |
| Club Estudiantes                               | Arrecifes             | Desafiliado  |                                                                         |
| Club Social y Deportivo Cañada Martha          | Paraje Cañada Martha  | Desafiliado  |                                                                         |
| Club Social y Deportivo Cooperativa Eléctrica  | Todd                  | Desafiliado  | Predecesor de la Sociedad Cosmopolita de Todd.                          |
| Sociedad Cosmopolita de Socorros Mutuos        | Todd                  | Desafiliado  | Sucesor de la Cooperativa Eléctrica. Dejó de participar en 2018.        |
| Sociedad Fomento Capitán Sarmiento (SOFOCASAR) | Capitán Sarmiento     | Desaparecido | Dejó de existir como entidad el 4 de mayo de 2017.                      |

## Historial de campeones
Los siguientes son los campeones de todos los torneos disputados en la Liga.

### Por año
| Año  | Campeonato    | Ganador                 | Ciudad                |
| ---- | ------------- | ----------------------- | --------------------- |
| 1927 | Único         | Sarmiento               | Capitán Sarmiento     |
| 1928 | Único         | Independiente           | Capitán Sarmiento     |
| 1929 | Único         | Sarmiento               | Capitán Sarmiento     |
| 1930 | Único         | Sarmiento               | Capitán Sarmiento     |
| 1931 | Único         | Huracán                 | Arrecifes             |
| 1932 | Único         | White Star Sport        | Arrecifes             |
| 1933 | Único         | Huracán                 | Arrecifes             |
| 1934 | No se realizó | No se realizó           | No se realizó         |
| 1935 | No se realizó | No se realizó           | No se realizó         |
| 1936 | Único         | Independiente           | Capitán Sarmiento     |
| 1937 | No se realizó | No se realizó           | No se realizó         |
| 1938 | Único         | White Star Sport        | Arrecifes             |
| 1939 | Único         | White Star Sport        | Arrecifes             |
| 1940 | Único         | White Star Sport        | Arrecifes             |
| 1941 | Único         | Independiente           | Capitán Sarmiento     |
| 1942 | Único         | Almirante Brown         | Arrecifes             |
| 1943 | Único         | White Star Sport        | Arrecifes             |
| 1944 | Único         | Almirante Brown         | Arrecifes             |
| 1945 | Único         | White Star Sport        | Arrecifes             |
| 1946 | Único         | Palermo                 | Arrecifes             |
| 1947 | Único         | Palermo                 | Arrecifes             |
| 1948 | Único         | Atlético Arrecifes      | Arrecifes             |
| 1949 | Único         | Palermo                 | Arrecifes             |
| 1950 | Único         | Palermo                 | Arrecifes             |
| 1951 | Único         | Almirante Brown         | Arrecifes             |
| 1952 | Único         | Desierto                | Desierto              |
| 1953 | Único         | Almirante Brown         | Arrecifes             |
| 1954 | Único         | Atlético Arrecifes      | Arrecifes             |
| 1955 | Único         | Palermo                 | Arrecifes             |
| 1956 | Único         | Palermo                 | Arrecifes             |
| 1957 | Único         | Huracán                 | Arrecifes             |
| 1958 | Único         | Atlético Arrecifes      | Arrecifes             |
| 1959 | Único         | Palermo                 | Arrecifes             |
| 1960 | Único         | Palermo                 | Arrecifes             |
| 1961 | Único         | Palermo                 | Arrecifes             |
| 1962 | Único         | Huracán                 | Arrecifes             |
| 1963 | Único         | Huracán                 | Arrecifes             |
| 1964 | Único         | Brisas Alegres          | Paraje Brisas Alegres |
| 1965 | Único         | River Plate             | Arrecifes             |
| 1966 | Único         | Huracán                 | Arrecifes             |
| 1967 | Único         | Atlético Arrecifes      | Arrecifes             |
| 1968 | Único         | Huracán                 | Arrecifes             |
| 1969 | Único         | Huracán                 | Arrecifes             |
| 1970 | Único         | Atlético Arrecifes      | Arrecifes             |
| 1971 | Único         | Atlético Arrecifes      | Arrecifes             |
| 1972 | Único         | Almirante Brown         | Arrecifes             |
| 1973 | Único         | Almirante Brown         | Arrecifes             |
| 1974 | Único         | Obras Sanitarias        | Arrecifes             |
| 1975 | Único         | Obras Sanitarias        | Arrecifes             |
| 1976 | Único         | Villa Sanguinetti       | Arrecifes             |
| 1977 | Único         | Almirante Brown         | Arrecifes             |
| 1978 | Único         | Almirante Brown         | Arrecifes             |
| 1979 | Único         | San Francisco           | Arrecifes             |
| 1980 | Único         | San Francisco           | Arrecifes             |
| 1981 | Único         | Villa Sanguinetti       | Arrecifes             |
| 1982 | Único         | Almirante Brown         | Arrecifes             |
| 1983 | Único         | San Francisco           | Arrecifes             |
| 1984 | Único         | Almirante Brown         | Arrecifes             |
| 1985 | Único         | Palermo                 | Arrecifes             |
| 1986 | Único         | San Francisco           | Arrecifes             |
| 1987 | Único         | Palermo                 | Arrecifes             |
| 1988 | Único         | Villa Sanguinetti       | Arrecifes             |
| 1989 | Único         | Huracán                 | Arrecifes             |
| 1990 | Único         | Huracán                 | Arrecifes             |
| 1991 | Único         | Obras Sanitarias        | Arrecifes             |
| 1992 | Único         | Almirante Brown         | Arrecifes             |
| 1993 | Único         | Almirante Brown         | Arrecifes             |
| 1994 | Único         | Almirante Brown         | Arrecifes             |
| 1995 | Único         | Almirante Brown         | Arrecifes             |
| 1996 | Único         | Almirante Brown         | Arrecifes             |
| 1997 | Único         | Almirante Brown         | Arrecifes             |
| 1998 | Único         | Almirante Brown         | Arrecifes             |
| 1999 | No se realizó | No se realizó           | No se realizó         |
| 2000 | No se realizó | No se realizó           | No se realizó         |
| 2001 | No se realizó | No se realizó           | No se realizó         |
| 2002 | No se realizó | No se realizó           | No se realizó         |
| 2003 | Único         | Obras Sanitarias        | Arrecifes             |
| 2004 | Único         | Ricardo Gutiérrez       | Arrecifes             |
| 2005 | Único         | Obras Sanitarias        | Arrecifes             |
| 2006 | Único         | San Francisco           | Arrecifes             |
| 2007 | Único         | Almirante Brown         | Arrecifes             |
| 2008 | Único         | Obras Sanitarias        | Arrecifes             |
| 2009 | Único         | Sociedad Cosmopólita    | Todd                  |
| 2010 | Apertura      | Obras Sanitarias        | Arrecifes             |
| 2010 | Clausura      | Obras Sanitarias        | Arrecifes             |
| 2011 | Apertura      | Obras Sanitarias        | Arrecifes             |
| 2011 | Clausura      | Obras Sanitarias        | Arrecifes             |
| 2012 | Apertura      | Sportsman               | Carmen de Areco       |
| 2012 | Clausura      | Villa Sanguinetti       | Arrecifes             |
| 2013 | Apertura      | Villa Sanguinetti       | Arrecifes             |
| 2013 | Clausura      | Sportsman               | Carmen de Areco       |
| 2014 | Apertura      | Almirante Brown         | Arrecifes             |
| 2014 | Clausura      | Almirante Brown         | Arrecifes             |
| 2015 | Apertura      | Palermo                 | Arrecifes             |
| 2015 | Clausura      | Sportsman               | Carmen de Areco       |
| 2016 | Apertura      | Sociedad Cosmopólita    | Todd                  |
| 2016 | Clausura      | Villa Sanguinetti       | Arrecifes             |
| 2017 | Apertura      | Villa Sanguinetti       | Arrecifes             |
| 2017 | Clausura      | Obras Sanitarias        | Arrecifes             |
| 2018 | Apertura      | Obras Sanitarias        | Arrecifes             |
| 2018 | Clausura      | Sportsman               | Carmen de Areco       |
| 2019 | Apertura      | La Peña de Boca Juniors | Arrecifes             |
| 2019 | Clausura      | Obras Sanitarias        | Arrecifes             |
| 2020 | No se realizó | No se realizó           | No se realizó         |
| 2021 | Único         | La Peña de Boca Juniors | Arrecifes             |
| 2022 | Apertura      | Villa Sanguinetti       | Arrecifes             |
| 2022 | Clausura      | Sportsman               | Carmen de Areco       |
| 2023 | Apertura      | Villa Sanguinetti       | Arrecifes             |
| 2023 | Clausura      | Villa Sanguinetti       | Arrecifes             |

</cita>

### Por club
| Equipo                                                    | Ciudad                                                    | Total | Campeonatos |
| --------------------------------------------------------- | --------------------------------------------------------- | ----- | --- |
| Almirante Brown                                           | Arrecifes                                                 | 20    | 1942, 1944, 1951, 1953, 1972, 1973, 1977, 1978, 1982, 1984, 1992, 1993, 1994, 1995, 1996, 1997, 1998, 2007, 2014 (Apertura), 2014 (Clausura)              |
| Obras Sanitarias                                          | Arrecifes                                                 | 13    | 1974, 1975, 1991, 2003, 2005, 2008, 2010 (Apertura), 2010 (Clausura), 2011 (Apertura), 2011 (Clausura), 2017 (Clausura), 2018 (Apertura), 2019 (Clausura) |
| Palermo                                                   | Arrecifes                                                 | 12    | 1946, 1947, 1949, 1950, 1955, 1956, 1959, 1960, 1961, 1985, 1987, 2015 (Apertura)                                                                         |
| Huracán                                                   | Arrecifes                                                 | 10    | 1931, 1933, 1957, 1962, 1963, 1966, 1968, 1969, 1989, 1990                                                                                                |
| Villa Sanguinetti                                         | Arrecifes                                                 | 10    | 1976, 1981, 1988, 2012 (Clausura), 2013 (Apertura), 2016 (Clausura), 2017 (Apertura), 2022 (Apertura), 2023 (Apertura), 2023 (Clausura)                   |
| Atlético Arrecifes                                        | Arrecifes                                                 | 6     | 1948, 1954, 1958, 1967, 1970, 1971 |
| White Star Sport                                          | Arrecifes                                                 | 6     | 1932, 1938, 1939, 1940, 1943, 1945 |
| Sportsman                                                 | Carmen de Areco                                           | 5     | 2012 (Apertura), 2013 (Clausura), 2015 (Clausura), 2018 (Clausura), 2022 (Clausura)                                                                       |
| San Francisco                                             | Arrecifes                                                 | 5     | 1979, 1980, 1983, 1986, 2006 |
| Independiente                                             | Capitán Sarmiento                                         | 3     | 1928, 1936, 1941 |
| Sarmiento                                                 | Capitán Sarmiento                                         | 3     | 1927, 1929, 1930 |
| La Peña de Boca Juniors                                   | Arrecifes                                                 | 2     | 2019 (Apertura), 2021 |
| Sociedad Cosmopólita                                      | Todd                                                      | 2     | 2009, 2016 (Apertura) |
| Brisas Alegres                                            | Paraje Brisas Alegres                                     | 1     | 1964 |
| Ricardo Gutiérrez                                         | Arrecifes                                                 | 1     | 2004 |
| River Plate                                               | Arrecifes                                                 | 1     | 1965 |
| Campeonatos desiertos/sin resolución/años sin campeonatos | Campeonatos desiertos/sin resolución/años sin campeonatos | 9     | 1934, 1935, 1937, 1952, 1999, 2000, 2001, 2002, 2020 |